# Avenue de la Division-Leclerc (Châtenay-Malabry)
Pour les articles homonymes, voir Avenue de la Division-Leclerc.
L'avenue de la Division-Leclerc est une voie de communication de Châtenay-Malabry dans les Hauts-de-Seine. C'est l'une des principaux axes de la ville.

## Situation et accès

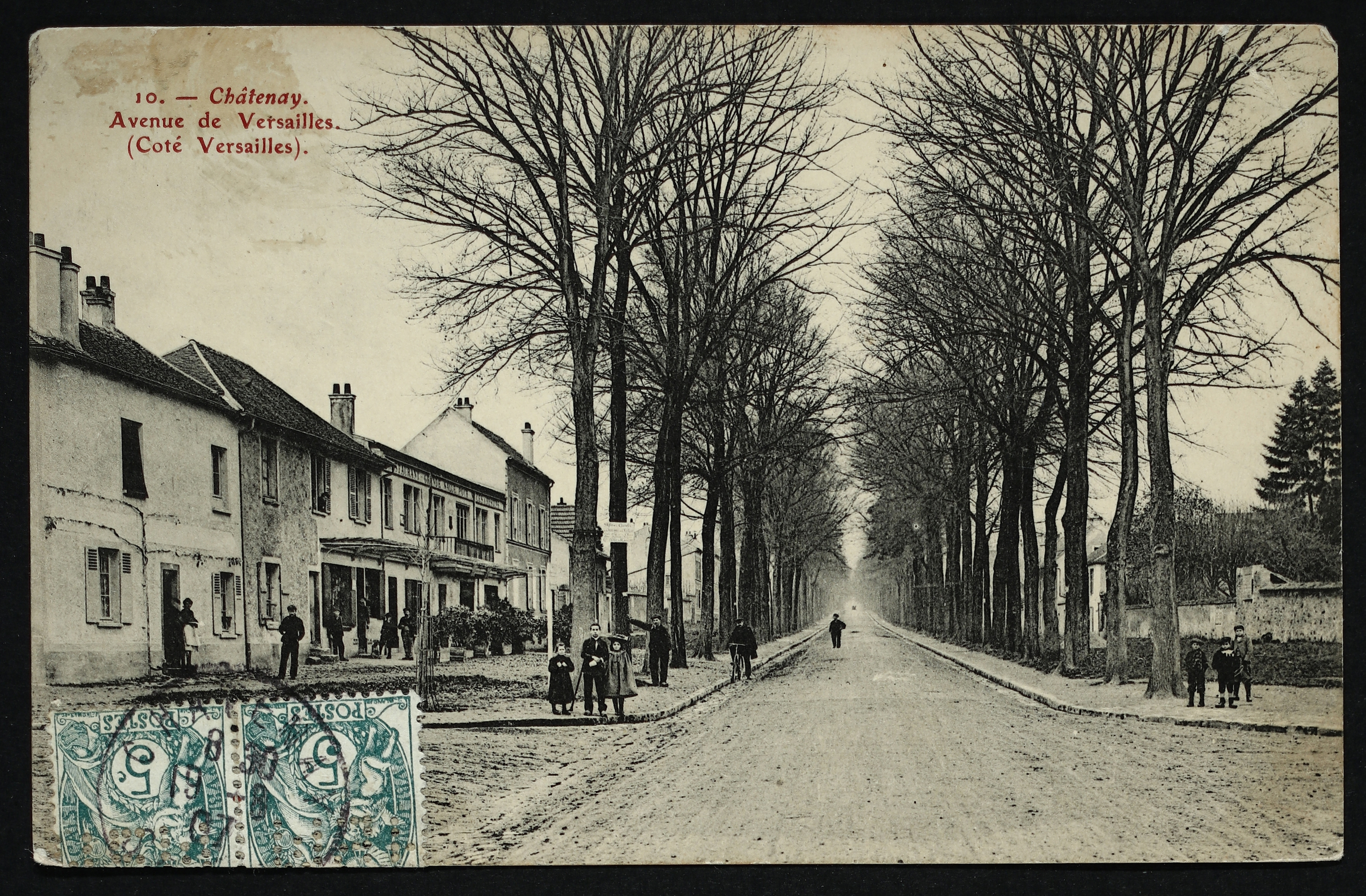
Carte postale - Châtenay-Malabry - Avenue de Versailles (côté Versailles).

Cette avenue, qui commence dans le prolongement de la rue du Général-Eisenhower au Plessis-Robinson, est orientée ouest-est.
Elle se termine au carrefour de l'Europe, point de rencontre de l'avenue Sully-Prudhomme et de la rue de Châtenay, dans l'axe de l'avenue du Général-de-Gaulle à Antony.
L'avenue est desservie par la ligne 10 du tramway d'Île-de-France.

## Origine du nom
L'avenue de la Division-Leclerc a été renommée après-guerre en hommage à la 2e division blindée, unité de la 1re armée française de l'arme blindée et cavalerie créée pendant la Seconde Guerre mondiale par le général Leclerc.

## Historique
Cette avenue fait partie de la route nationale 186, construite sous Louis XV pour relier Versailles à sa résidence de Choisy-le-Roi. Elle s'appelait alors Route Royale, comme peut en témoigner une borne marquée en milliers de toises. Les fleurs de lys, gravées à l’origine sur la borne ont été martelées lors de la Révolution Française,. Elle fut ensuite appelée « route de Versailles à Choisy » sur la carte des Chasses du Roi de 1780.
Elle fut ensuite appelée route de Versailles, puis boulevard de Versailles, et fut desservie par une ligne de l’ancien tramway d'Île-de-France de la Compagnie des tramways de l'ouest parisien jusqu’au 11 octobre 1927.

## Bâtiments remarquables et lieux de mémoire

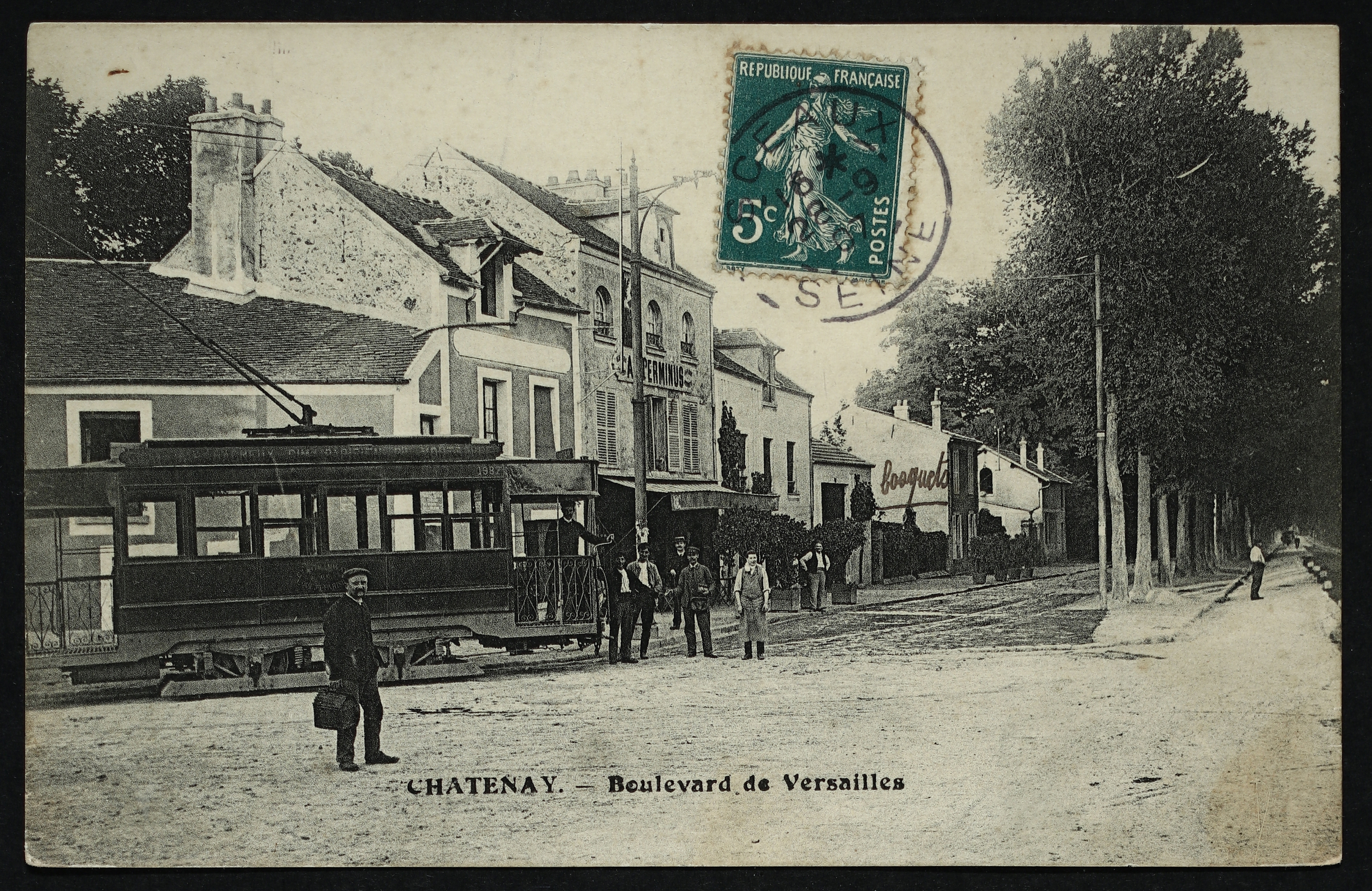
Carte postale - Châtenay-Malabry - Boulevard de Versailles

- Borne Louis XV marquant la voie royale Versailles-Choisy, inscrite à l’Inventaire général du patrimoine culturel[2].
- Église copte orthodoxe Sainte-Marie-Saint-Marc.
- Cimetière ancien de Châtenay-Malabry, comportant des éléments inscrits à l’Inventaire général du patrimoine culturel : le monument aux morts[7], le tombeau de la famille Chauriat[8], la chapelle funéraire d’Henri de Latouche[9], la chapelle funéraire de la famille Croux-Bocquet[10] et la chapelle funéraire de la famille Bisson-Baudin[11].
- Cité-jardin de la Butte-Rouge, pan majeur de l’urbanisme du XXe siècle[12],[13], inscrite à l’Inventaire général du patrimoine culturel[14],[15],[16],[17].
- Église Sainte-Thérèse-d'Avila et Sainte-Monique de la Butte Rouge de Châtenay-Malabry.
- Église Évangélique Mennonite[18].
- Théâtre Firmin-Gémier - La Piscine, inscrit à l’Inventaire général du patrimoine culturel[19].
- Centre de ressources, d'expertise et de performance sportives d'Île-de-France, dont fait partie le domaine de la Petite Roseraie, dont le château est classé Monument historique[20],[21] et dont le parc est inscrit à l’Inventaire général du patrimoine culturel[22].
- Promenade départementale des Vallons-de-la-Bièvre, inscrite à l’Inventaire général du patrimoine culturel[23].
- Château de Malabry (maison d’Edmond About), inscrit à l’Inventaire général du patrimoine culturel[24].